# Natthaphong Samana
Natthaphong Samana (tiếng Thái: ณัฐพงษ์ สมณะ, sinh ngày 29 tháng 6 năm 1984), là một cầu thủ bóng đá người Thái Lan thi đấu ở vị trí hậu vệ trái cho câu lạc bộ Giải bóng đá Ngoại hạng Thái Lan Suphanburi. Natthaphong cũng từng đầu quân kình địch tại Giải bóng đá Ngoại hạng Thái Lan Krung Thai Bank FC từ năm 2004 đến năm 2006. Anh cũng thi đấu cho Đội tuyển bóng đá quốc gia Thái Lan.

## Sự nghiệp quốc tế

### Quốc tế
Tính đến 12 tháng 11 năm 2015
| Đội tuyển quốc gia | Năm  | Số trận | Bàn thắng |
| ------------------ | ---- | ------- | --------- |
| Thái Lan           | 2007 | 9       | 1         |
| Thái Lan           | 2008 | 13      | 0         |
| Thái Lan           | 2009 | 7       | 0         |
| Thái Lan           | 2010 | 6       | 0         |
| Thái Lan           | 2011 | 1       | 0         |
| Thái Lan           | 2012 | 1       | 0         |
| Thái Lan           | Tổng | 37      | 1         |

## Bàn thắng quốc tế
| #  | Ngày                | Địa điểm           | Đối thủ     | Tỉ số | Kết quả | Giải đấu                        |
| -- | ------------------- | ------------------ | ----------- | ----- | ------- | ------------------------------- |
| 1. | 14 tháng 1 năm 2007 | Băng Cốc, Thái Lan | Philippines | 4-0   | Thắng   | Giải vô địch bóng đá Đông Nam Á |

## Danh hiệu

### Câu lạc bộ
Chonburi
- Giải bóng đá Ngoại hạng Thái Lan
  -  Vô địch (1): 2007
- Cúp Hiệp hội Bóng đá Thái Lan
  -  Vô địch (1): 2010
- Cúp Hoàng gia Kor
  -  Vô địch (4): 2008, 2009, 2010, 2011

### Quốc tế
U-23 Thái Lan
- Sea Games
  -  Huy chương Vàng (1); 2007

Thái Lan
- Giải vô địch bóng đá Đông Nam Á
  -  Á quân (2): 2007, 2008